# Bačka Palanka
Bačka Palanka (en serbe cyrillique : Бачка Паланка ; en slovaque : Báčska Palanka ; en hongrois Bácspalánka ; en allemand Plankenburg ; en turc Küçük Hisar) est une ville et une municipalité de Serbie situées dans la province autonome de Voïvodine. Elles font partie du district de Bačka méridionale. Au recensement de 2011, la ville comptait 28 239 habitants et la municipalité dont elle est le centre 55 528.
Le nom de Bačka Palanka peut se traduire par « Le Plessis de la Bačka » ou Le « Plessis en Bačka ».

## Géographie
La ville de Bačka Palanka et l'essentiel du territoire de la municipalité sont situés sur la rive gauche du Danube, dans la région de la Bačka ; deux villages se trouvent sur la rive droite du fleuve, Neštin et Vizić, au pied du massif de la Fruška gora et dans la région de Syrmie.

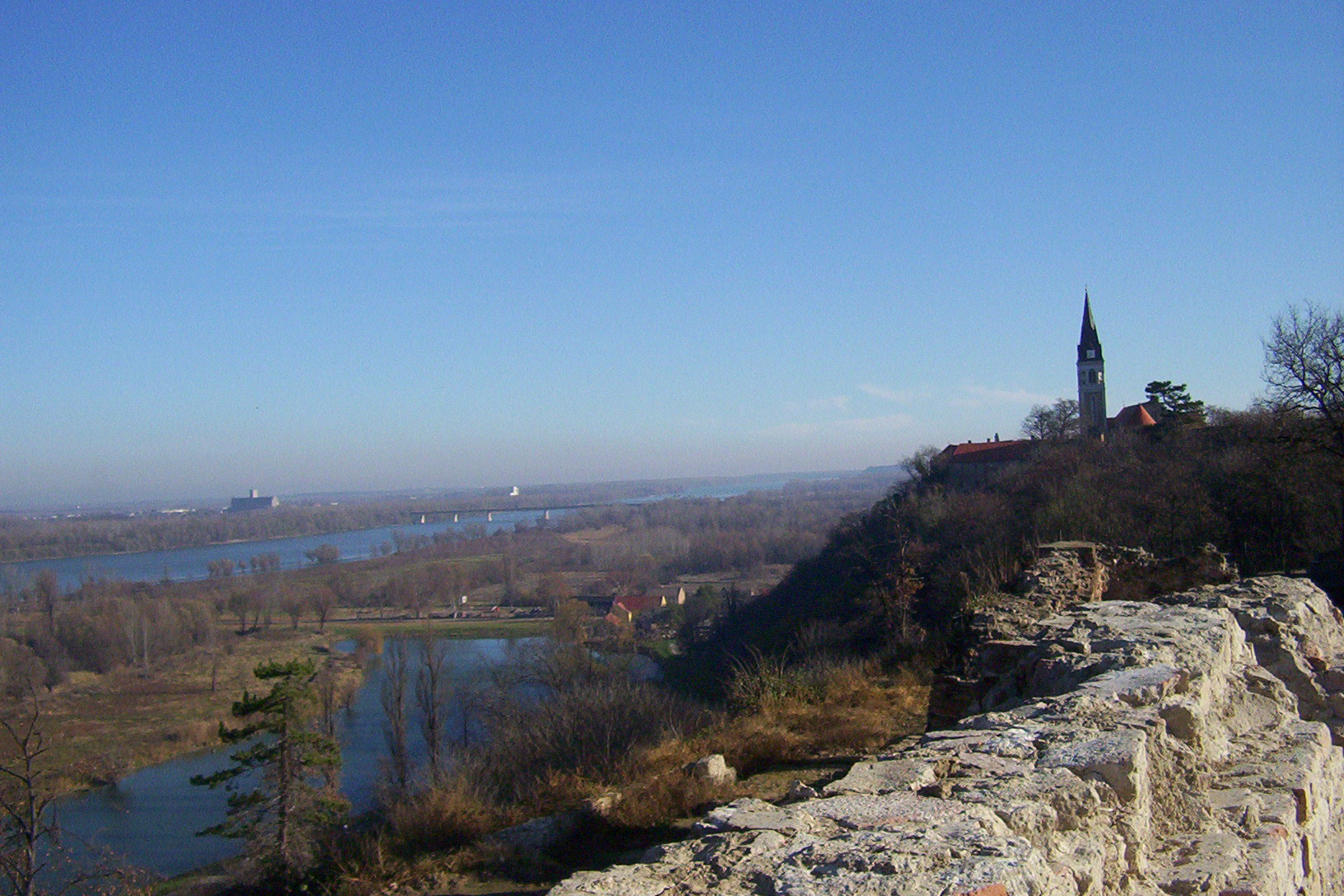
Bačka Palanka vue depuis la forteresse d'Ilok

## Histoire
Les fouilles archéologiques ont montré que la région de Bačka Palanka était déjà habitée à la Préhistoire. On y a trouvé des objets remontant à l'âge de la pierre, à l'âge du bronze et à l'âge du fer. Des vestiges ont été également retrouvés, datant de l'Empire romain.
En 1486, une localité est pour la première fois mentionnée à proximité de la ville d'Ilok : elle s'appelait Iločka. Au début du XVIe siècle, elle faisait partie du domaine d'un certain Lovro Iločki, duc de Syrmie. Elle fut détruite par les Ottomans après la bataille de Mohács en 1526. Elle fut reconstruite et devint une petite forteresse ottomane appelée Palanka (Plessis en turc).
En 1687, Palanka devint autrichienne et de nombreux Serbes orthodoxes vinrent s'y installer. En 1699, les Turcs quittèrent Palanka.
De 1702 à 1744, la ville servit à des fins militaires. Entre 1765 et 1770, une ville nommée Nova Palanka fut établie à deux kilomètres de Palanka et une autre ville, Nemačka Palanka, la « Palanka allemande », fut fondée en 1783, avec un peuplement germanique. Les trois cités furent réunies au XIXe siècle sous le nom de Bačka Palanka.
Le développement industriel de Palanka commença en 1765, avec l'installation d'une briqueterie. La ville se dota d'une poste en 1828 et, en 1875, y fut ouverte une des premières bibliothèques de Voïvodine. En 1886, la première école publique ouvrit ses portes.
Dans les années 1990, environ 5 000 réfugiés, venus de Croatie et de Bosnie-Herzégovine, s'y installèrent à cause des guerres de Yougoslavie.

## Localités de la municipalité de Bačka Palanka

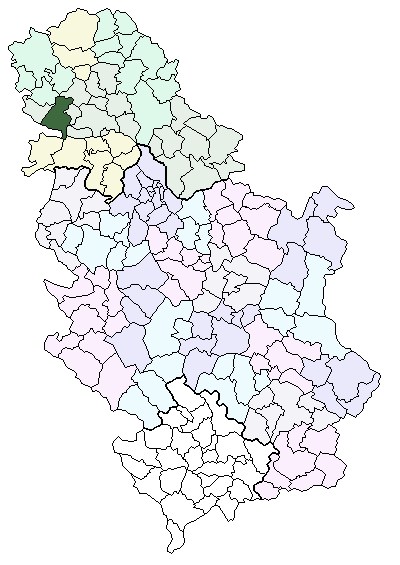
Localisation de la municipalité de Bačka Palanka en Serbie
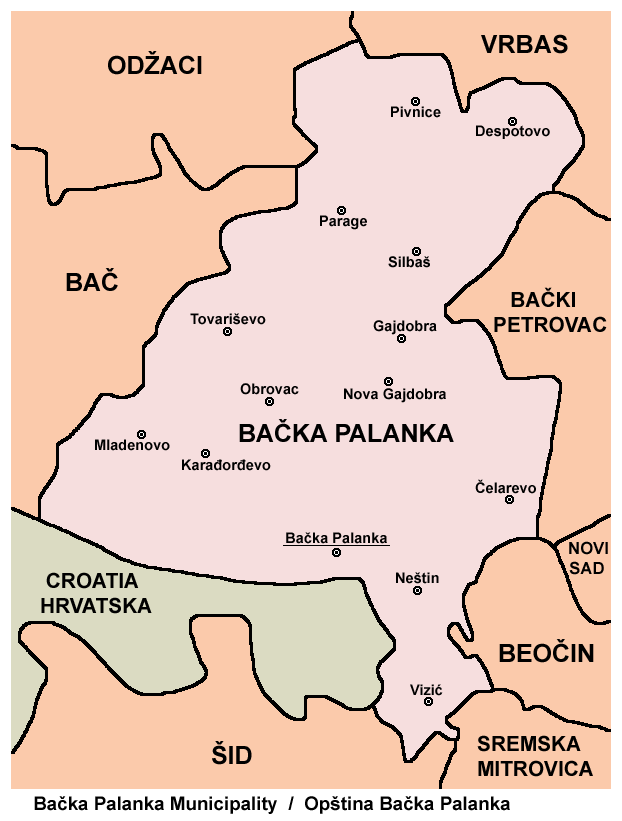
Localisation des localités de la municipalité de Bačka Palanka

La municipalité de Bačka Palanka compte 14 localités. La plupart d'entre elles sont situées sur la rive gauche du Danube, dans la région de la Bačka :
- Bačka Palanka
- Gajdobra
- Despotovo
- Karađorđevo
- Mladenovo
- Nova Gajdobra
- Obrovac
- Parage
- Pivnice
- Silbaš
- Tovariševo
- Čelarevo

Deux localités sont situées sur la rive droite du Danube, en Syrmie (Srem) :
- Neštin
- Vizić

Bačka Palanka est officiellement classée parmi les « localités urbaines » (en serbe : градско насеље et gradsko naselje) ; toutes les autres localités sont considérées comme des « villages » (село/selo).

## Démographie

### Villeintra muros

#### Évolution historique de la population dans la ville
| 1948   | 1953   | 1961   | 1971   | 1981   | 1991   | 2002   | 2011   |
| ------ | ------ | ------ | ------ | ------ | ------ | ------ | ------ |
| 12 830 | 13 625 | 16 475 | 21 104 | 25 001 | 26 780 | 29 449 | 28 239 |

|  |

#### Données de 2002
Pyramide des âges (2002)
En 2002, l'âge moyen de la population de la ville était de 37,6 ans pour les hommes et 40,3 ans pour les femmes.
Répartition de la population par nationalités dans la ville (2002)
En 2002, les Serbes représentaient environ de 81 % de la population de la ville ; on y comptait notamment des minorités slovaques (4 %), hongroises (4 %) et croates (2 %).

#### Données de 2011
Pyramide des âges (2011)
En 2011, l'âge moyen de la population de la ville était de 41,5 ans, 39,7 ans pour les hommes et 43,1 ans pour les femmes.
Répartition de la population par nationalités dans la ville (2011)
En 2011, les Serbes représentaient environ de 82 % de la population, avec une proportion en légère augmentation ; la ville comptait toujours des minorités slovaques (3,71 %), hongroises (3,55 %) et croates (1,84 %) en légère diminution.

### Municipalité

#### Données de 2002
Pyramide des âges (2002)
Répartition de la population par nationalités dans la municipalité (2002)
En 2002, les Serbes représentaient environ 78,6 % de la population de la municipalité ; les Slovaques et les Hongrois constituaient les principales minorités de la région, avec respectivement 9,5 et 2,4 % de la population. La plupart des localités possédaient une majorité de peuplement serbe, à l'exception du village de Pivnice qui était habité par une majorité de Slovaques.

#### Données de 2011
Pyramide des âges (2011)
En 2011, l'âge moyen de la population dans la municipalité était de 42,4 ans, 40,6 ans pour les hommes et 44,1 ans pour les femmes.
Répartition de la population par nationalités (2011)
Selon le recensement de 2011, la structure de la municipalité « par nationalité » est restée relativement stable, avec 78,9 %  de Serbes, près de 9,1 % de Slovaques et 2,4 % de Hongrois. Par rapport à 2002, la population rom augmente légèrement (1,9 % contre 1,3 %) ; la catégorie de recensement des Yougoslaves, qui se réfère à la République fédérative socialiste de Yougoslavie sans marque de nationalité, est en nette régression (0,28 % contre 1,71 %),.

## Religions (2002)
Sur le plan religieux, la municipalité de Bačka Palanka est peuplée à 80 % de Serbes orthodoxes ; elle dépend essentiellement de l'éparchie de Bačka (en serbe cyrillique : Епархија бачка), dont le siège est à Novi Sad ; en revanche les villages de Neštin et de Vizić, situés sur la rive droite du Danube, relèvent de l'éparchie de Syrmie (en serbe cyrillique : Епархија сремска), dont le siège est à Sremski Karlovci.

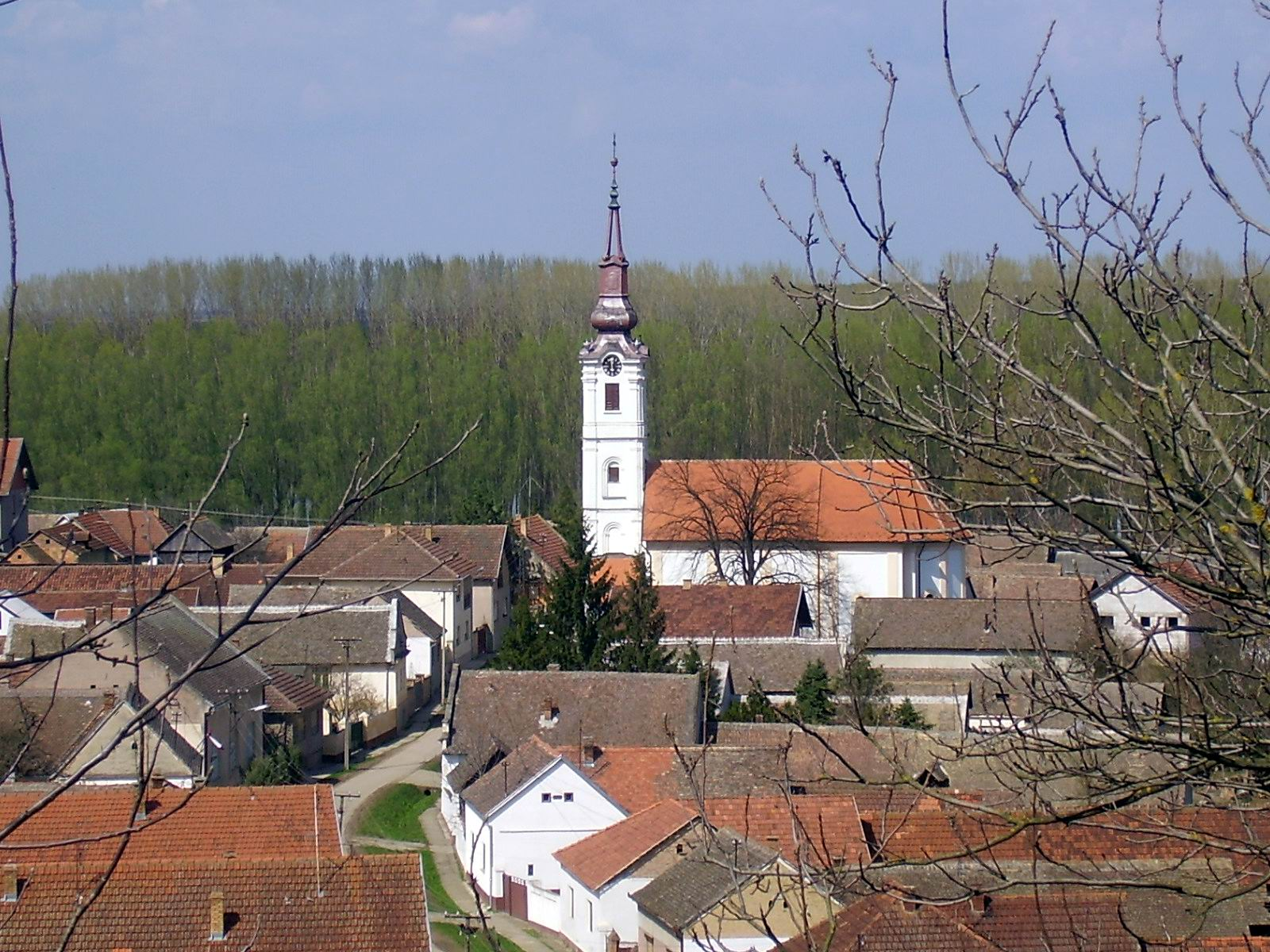
L'église Saint-Côme-et-Saint-Damien de Neštin

En 2002, les Protestants représentaient près de 8,8 % de la population de la municipalité et les Catholiques près de 5 %. Le culte catholique relève du diocèse de Subotica, qui a son siège à Subotica ; en revanche, la paroisse de Neštin relève du diocèse de Syrmie, qui a son siège à Sremska Mitrovica.

## Politique
Pendant de nombreuses années, Zvezdan Kisić, membre du Parti socialiste de Serbie, fut le maire de la ville et le président de la municipalité.

### Élections locales de 2004
À la suite des élections locales de 2004, l'assemblée municipale était composée de la manière suivante :
| Parti                         | Sièges |
| ----------------------------- | ------ |
| Parti radical serbe           | 16     |
| Parti démocratique            | 9      |
| Parti socialiste de Serbie    | 6      |
| Parti démocratique de Serbie  | 4      |
| Mouvement Force de la Serbie  | 3      |
| Mouvement serbe du renouveau  | 2      |
| Liste « Citoyens de Pivnice » | 2      |

### Élections locales de 2008
À la suite des élections locales serbes de 2008, les 42 sièges de l'assemblée municipale de Bačka Palanka se répartissaient de la manière suivante :
| Parti                                                           | Sièges |
| --------------------------------------------------------------- | ------ |
| Parti radical serbe                                             | 18     |
| Pour une Serbie européenne                                      | 16     |
| Parti socialiste de Serbie - Parti des retraités unis de Serbie | 4      |
| Parti démocratique de Serbie - Nouvelle Serbie                  | 3      |
| Parti national slovaque                                         | 1      |

Dragan Bozalo, qui conduisait la liste du Parti radical serbe (SRS) de Vojislav Šešelj, a été élu président (maire) de la municipalité. Miroslav Rodić a été élu président de l'assemblée municipale.

## Culture

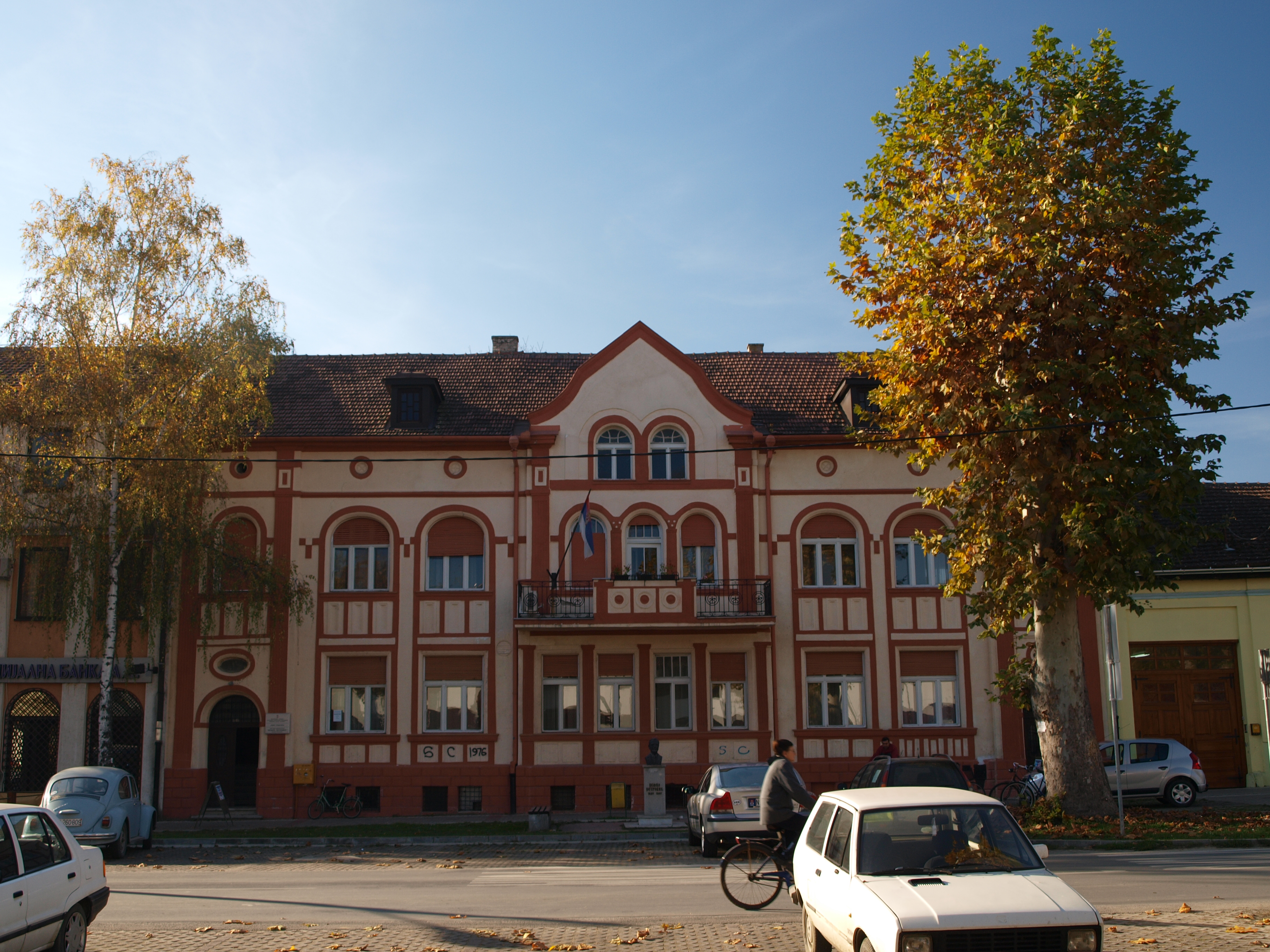
La Bibliothèque Veljko Petrović à Bačka Palanka

## Sport
La municipalité de Bačka Palanka possède plusieurs clubs de football, dont le FK Bačka Bačka Palanka et le FK ČSK Pivara Čelarevo.
Le club de handball du RK Sintelon Bačka Palanka a également eu de bons résultats, remportant la Coupe de RF de Yougoslavie en 2000 et terminant deuxième du Championnat de RF Yougoslavie en 2000 et 2001.

## Économie
L'industrie s'est développée à Bačka Palanka à partir de la seconde moitié du XVIIIe siècle. Une briqueterie a ouvert ses portes en 1765 et une usine de tabac fut créée l'année suivante. En 1974, le Pont de la jeunesse fut construit pour relier Bačka Palanka et Ilok. Aujourd'hui, la municipalité est à la fois une région agricole et un centre industriel. Les industries principales y sont l'agroalimentaire, la métallurgie, l'industrie textile, l'électronique et la production de machines. Les usines les plus importantes ont pour nom Sintelon, Tarkett, Nectar, Čelarevo Brewery, Marina, Majevica, Žitoprodukt, Budućnost etc. Sintelon est spécialisée dans la production de revêtements de sols ; à travers ses filiales et ses projets de coentreprise, elle propose des tapis, des moquettes, du linoleum, du mélaminé et du parquet, cotée à la Bourse de Belgrade.
La localité de Čelarevo abrite l'une des plus importantes brasseries de Serbie, la brasserie Lav, qui après son rachat par le groupe Carlsberg, est devenue Carlsberg Srbija ; en 2010, la société figurait au 77e rang des 100 entreprises les plus rentables de Serbie. Čelarevo est également le siège de la société Podunavlje (code BELEX : PDCL), qui travaille dans le secteur de l'agriculture ; elle propose notamment du blé et des semences.

## Tourisme

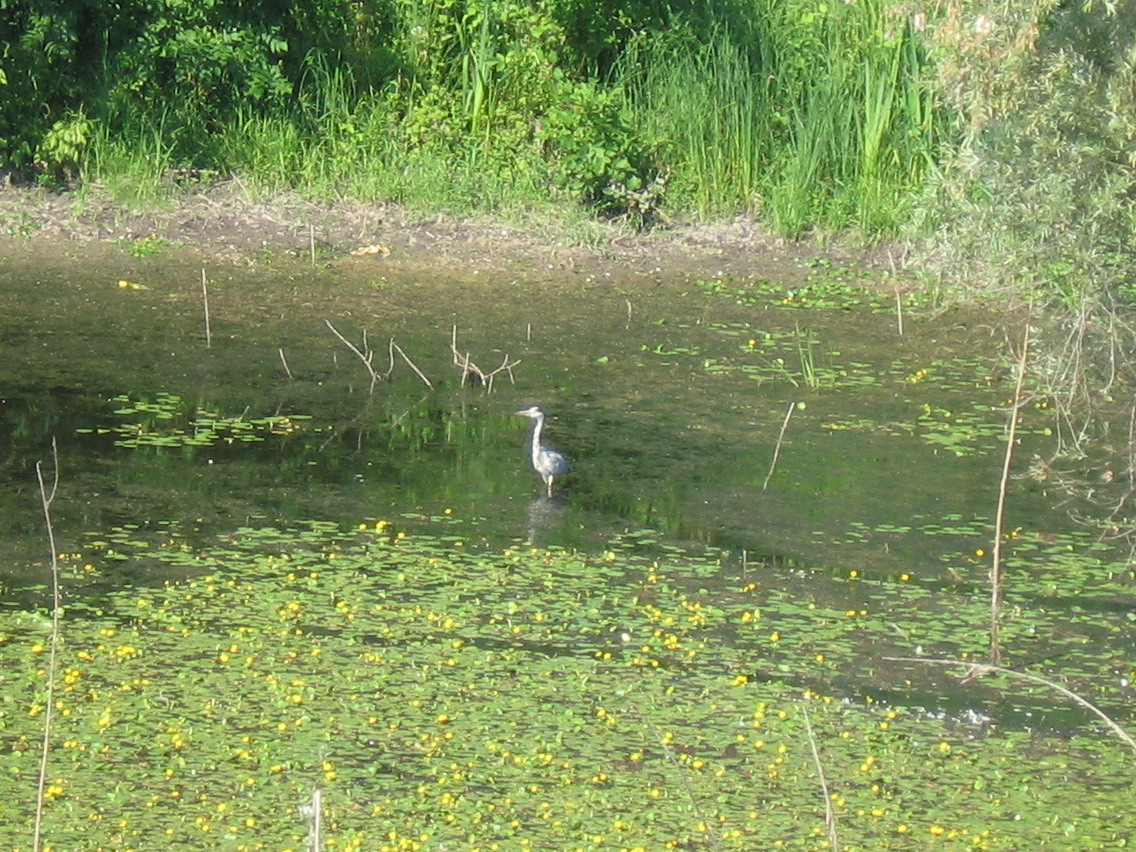
Le parc naturel de Tikvara

Bačka Palanka est une cité qui attire de nombreux touristes. Quatre aires protégées sont situées sur son territoire. Parmi eux figure le parc naturel de Tikvara, qui s'étend sur 5 080 ha. On y trouve aussi les réserves naturelles spéciales de Bagremara et de Karađorđevo, ainsi que le monument naturel botanique du parc du château de Čelarevo.

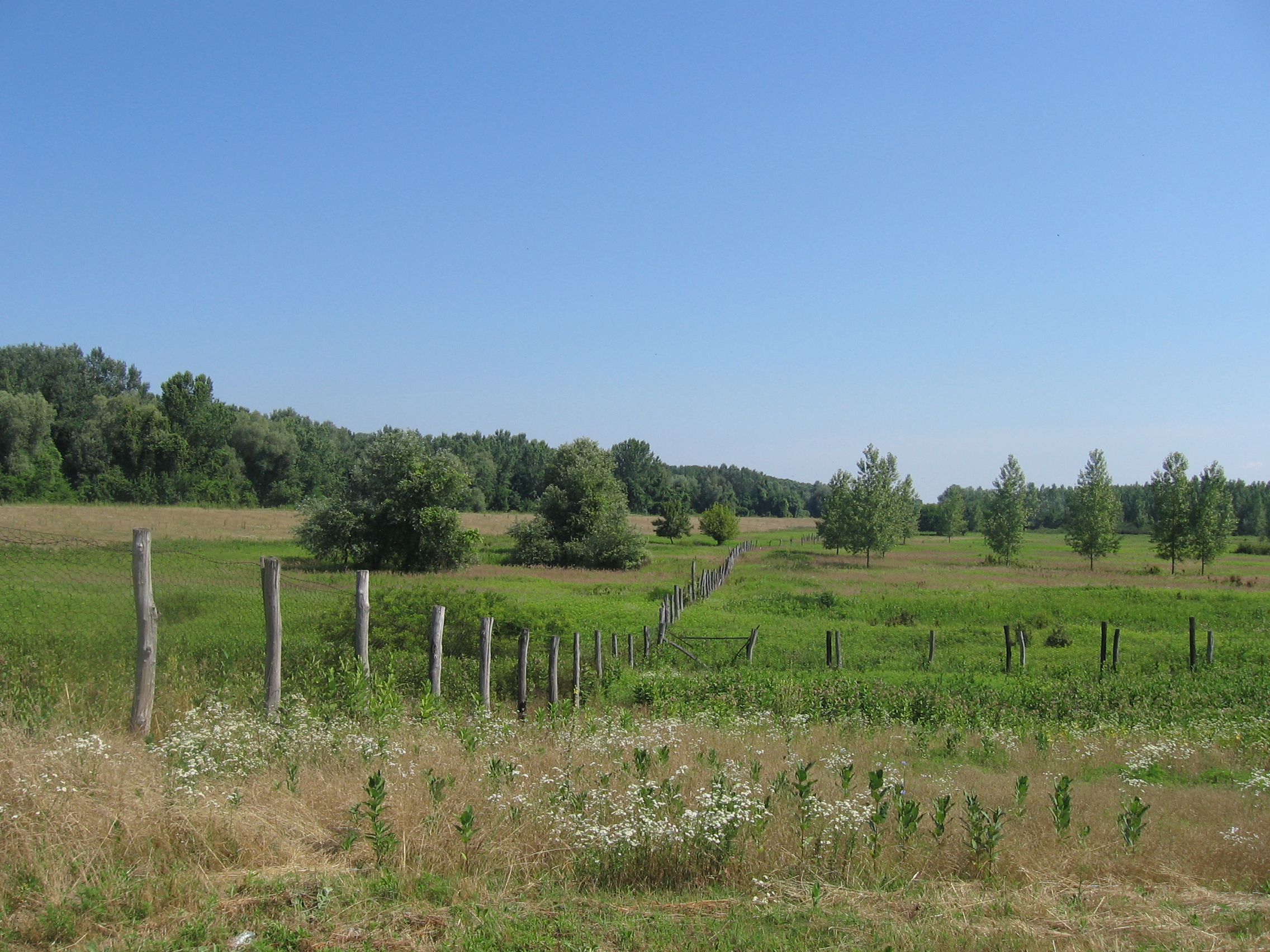
Vue de la réserve naturelle de Karađorđevo

La municipalité abrite également une petite partie du parc national de la Fruška gora, située sur la rive droite du Danube à la hauteur des villages de Neštin et de Vizić, ; en 2000, le massif a été désigné comme une zone importante pour la conservation des oiseaux (en abrégé : ZICO). Une partie du parc naturel de la rivière Jegrička se trouve sur le territoire de Bačka Palanka ; en 2000, le secteur est également devenu une zone importante pour la conservation des oiseaux.

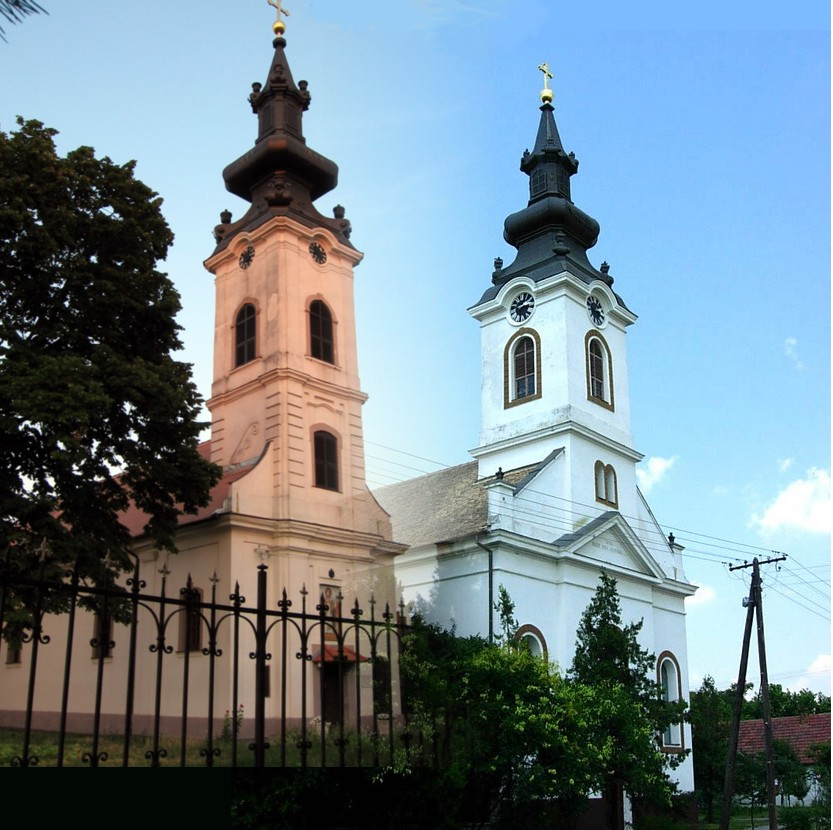
Les églises orthodoxe (à gauche) et évangélique slovaque (à droite) à Silbaš

La municipalité compte 33 sites archéologiques. Sur le territoire de Čelarevo se trouve un site où les archéologues ont mis au jour une nécropole datant de la fin du VIIIe siècle et de la première moitié du IXe siècle ; cette nécropole abrite des tombes avars, khazars et slaves ; en raison de son importance, il figure sur la liste des sites archéologiques d'importance exceptionnelle de la République de Serbie.
La municipalité abrite plusieurs monuments culturels classés. À Bačka Palanka se trouve l'église de la Nativité-de-Saint-Jean-Baptiste, qui date de 1783. L'église de la Dormition de la Mère-de-Dieu, à Pivnice, a été construite en 1754 ; l'église Saint-Jean-Chrysostome de Silbaš a été édifiée entre 1755 et 1759 et l'église orthodoxe Saint-Jean-Baptiste de Despotovo date de 1794. Le château de la famille Dunđerski, à Čelarevo, a été bâti en 1837. Sur la rive droite du Danube, le village de Neštin abrite une maison rurale du XVIIIe siècle, considérée comme un monument culturel d'importance exceptionnelle ; on y trouve aussi l'église Saint-Côme-et-Saint-Damien, construite en 1793, et un moulin datant de la première moitié du XIXe siècle, tous deux classés.

## Transports
- Route nationale 7 (Serbie)

## Personnalités

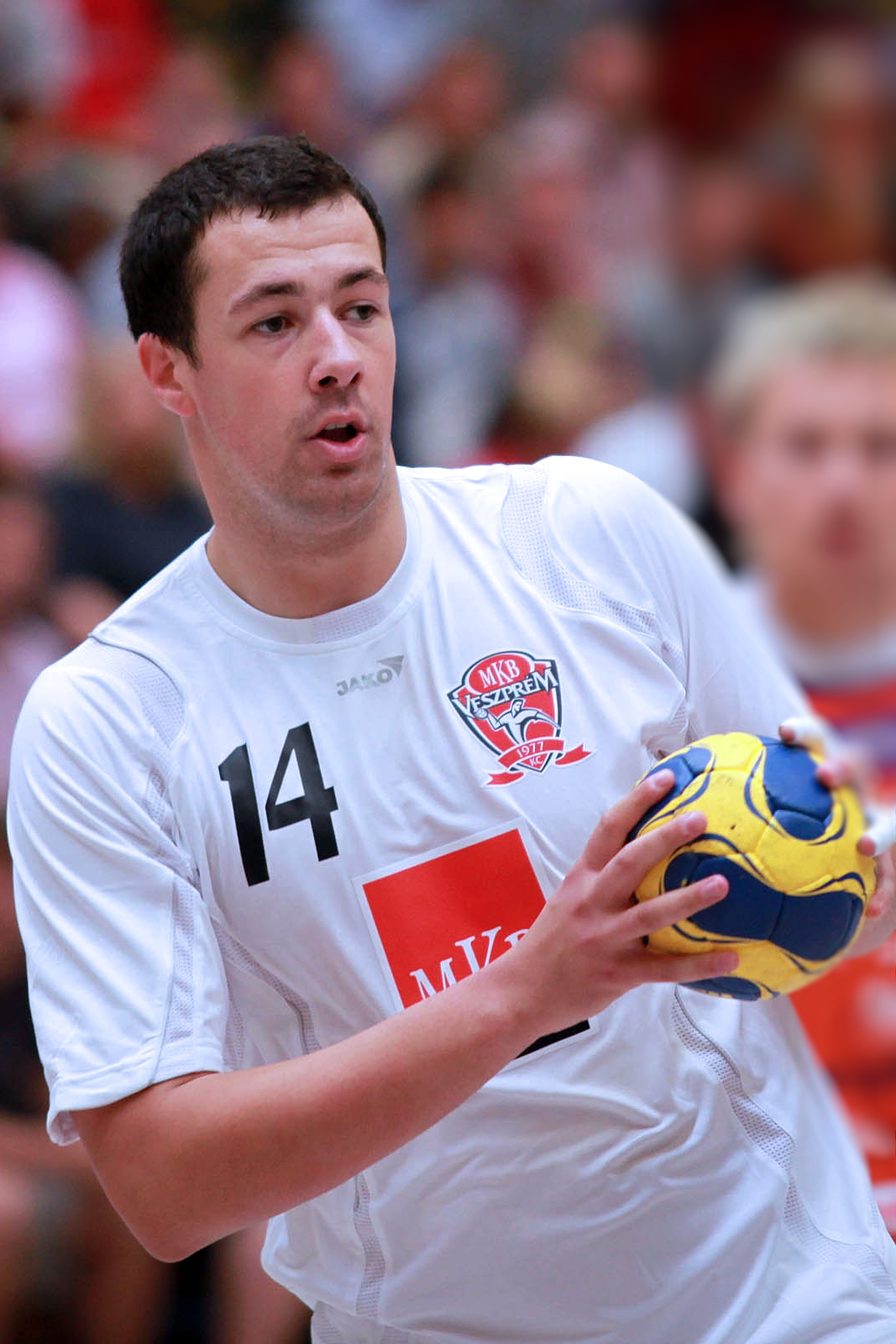
Le handballeur Marko Vujin

- Franz Eisenhut (1857-1903), peintre, né à Bačka Palanka
- Dragan Zorić
- Milan Janić (1957-2003), kayakiste
- Milan Kurepa (1933-2000), physicien atomiste
- Ratko Nikolić
- Dragan Sudžum
- Kalman Konrad
- Sanja Papić
- Vojislav Brajić
- Aleksandar Rađenović - Lepi
- Goran Rađenović
- Dušan Alimpić (1921-2002), homme politique de la République fédérative socialiste de Yougoslavie
- Mihalj Kertes (né en 1947), proche de Slobodan Milošević

La kayakiste Nataša Dušev-Janić est née en 1982 à Bačka Palanka. Marko Vujin (né en 1984) et Žarko Šešum (né en 1986), originaires de Bačka Palanka, sont des handballeurs serbes ; tous deux ont commencé leur carrière au RK Sintelon ; ils jouent dans l'équipe nationale de Serbie. Le handballeur Bojan Beljanski, né en 1986, qui joue également dans l'équipe de Serbie, est lui aussi né dans la ville.

## Coopération internationale
- Otradny (Russie)
- Kalouch (Ukraine)

#### Informations
- (sr + en) Site officiel
- (sr) Site de l'Office du tourisme
- (sr) Portail économique
- (sr) Le parc naturel du lac Tikvara

#### Données géographiques
- (en) Vue satellite de Bačka Palanka sur fallingrain.com